# Bugula simplex
Bugula simplex är en mossdjursart som beskrevs av Walter Douglas Hincks 1886. Bugula simplex ingår i släktet Bugula och familjen Bugulidae. Arten har ej påträffats i Sverige. Inga underarter finns listade i Catalogue of Life.